# Katarzynów (powiat krotoszyński)
Katarzynów – osada w Polsce położona w województwie wielkopolskim, w powiecie krotoszyńskim, w gminie Zduny.